# Ліс Емайое
Ліс Емайое (ест. Liis Emajõe; нар. 21 серпня 1998, Пилтсамаа, Естонія) — естонська футболістка, нападниця. Виступала за жіночу збірну Естонії.

## Клубна кар'єра
З 2008 по 2009 роки виступала за ФК «Лотус» (Полва) у першій футбольній лізі Естонії, а потім перейшла до ФК «Флора» (Таллінн). У 2010 році визнавалася найкращою футболісткою країни Там вона грала до середини 2013 року, коли переїхала до США в Університет Мену, де виступала за команду «Мен Блек Бірс». У 2015 році завершила кар'єру.

## Кар'єра в збірній
У 2007 році вона вперше зіграла за жіночу збірну Естонії й до 2014 року провела загалом 29 міжнародних матчів. Першим голом за збірну відзначилася в програному (1:2) поєдинку кваліфікації чемпіонату Європи 2013 року проти Білорусі.

## Кар'єра тренера
По завершенні кар'єри гравця працює тренером у «Мен Блек Бірс».

## Особисте життя
Молодша сестра Рін Емайое також професіональна футболістка.